# 清姫 (松平綱昌正室)
清姫（きよひめ、寛文3年（1663年）- 正徳2年7月14日（1712年8月15日））は、江戸時代中期の女性。飛鳥井雅直の娘。出生時の名は八重姫、福井藩主松平綱昌の正室。清照院。

## 生涯
延宝4年（1676年）7月、松平昌親の養女となる。
延宝5年（1677年）9月、京都を発輿し東海道通りで江戸着。翌延宝6年（1678年）7月21日、福井藩江戸鳥越屋敷から霊巌島屋敷へ引き移り、婚姻。
延宝8年（1680年）1月9日女子出産。
元禄7年（1694年）4月、疱瘡（天然痘）平癒につき酒湯祝儀を行う。
元禄12年（1699年）2月の綱昌の死去によって清照院を称する。
その後元禄13年（1700年）9月、豊姫（当初政姫）を同道し北陸道通りで福井に着。黒御門後ろの勘定所跡を住居とする。
正徳2年（1712年）7月、福井で逝去。運正寺へ葬送。